# Palm Jumeirah
Palm Jumeirah is een kunstmatige archipel die voor de kust van Dubai ten zuidwesten van Jumeirah Beach en vlak bij Dubai Marina door enorme baggerwerken werd aangelegd. Het is een van de Palmeilanden, ontworpen en aangelegd door Nakheel, een projectontwikkelaar in handen van de overheid van Dubai.

## Ontwikkeling
De bouw van Palm Jumeirah begon in juni 2001. Het huidige (Nederlandse bedrijf) Van Oord had daarvoor het contract gekregen. Baggeraannemer Boskalis heeft meegewerkt aan de buitenste ring, maar Van Oord maakte de palmboom zelf. Ontwikkelaars kondigden in 2006 de oplevering aan van de eerste wooneenheden.
Eind 2007 was 75% van de geplande bebouwing klaar om te worden overgedragen, met 500 gezinnen die al op het eiland woonden. Op 21 november 2008 werd Palm Jumeirah samen met het Atlantis Hotel (het bekendste gebouw van de eilandengroep) officieel feestelijk geopend. Kylie Minogue gaf tijdens de opening een concert. Eind 2009 waren er 28 hotels geopend op de verschillende eilanden die de Palm Jumeirah vormen. 

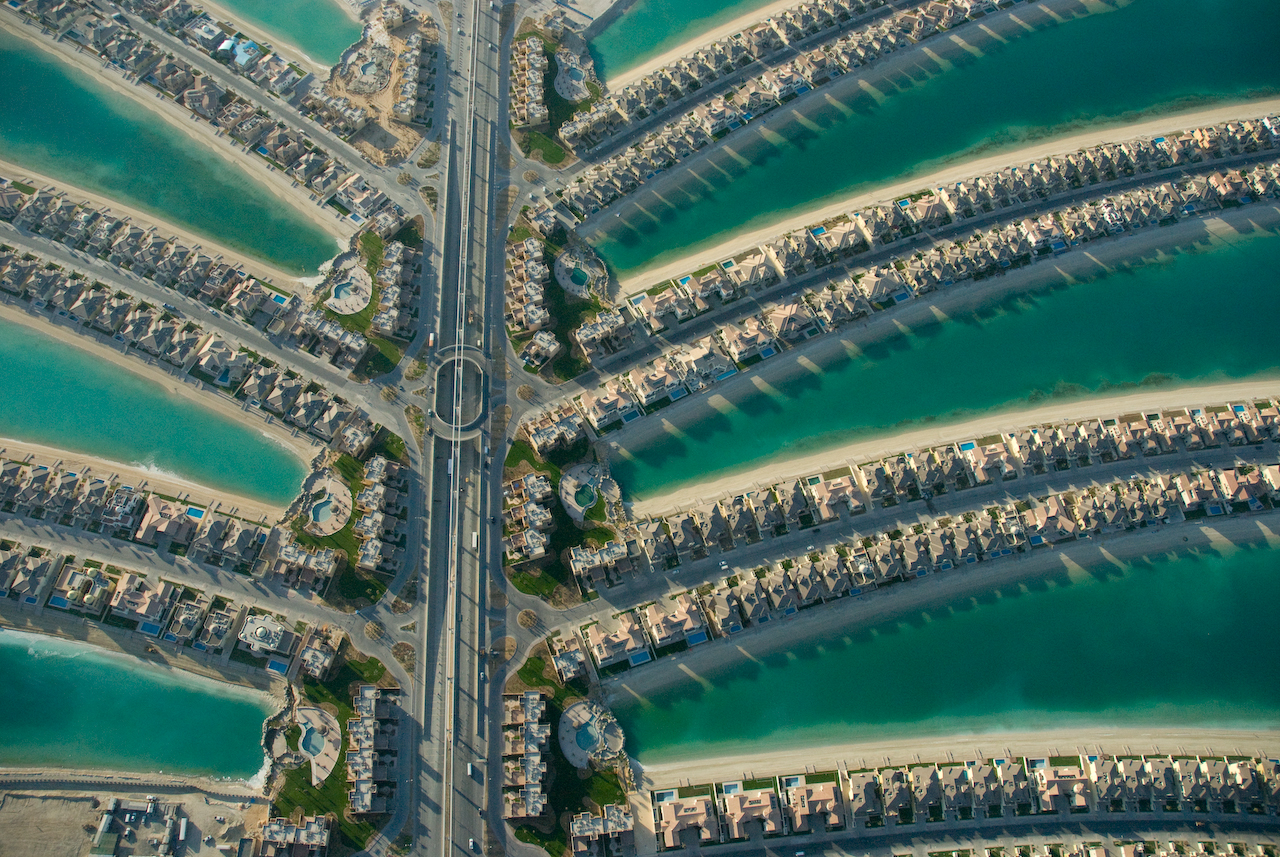
Op deze luchtfoto loopt de stam van de palm door het midden, met links en rechts daarvan de palmbladeren/takken met daarop villa's gebouwd

Na de lancering van het project werd onthuld dat Nakheel het aantal wooneenheden op het eiland verhoogde (met een bijkomende vermindering van de hoeveelheid fysieke ruimte tussen individuele villa's tot gevolg). Deze stijging werd toegeschreven aan het feit dat Nakheel de werkelijke bouwkosten verkeerd had berekend en dat er extra kapitaal nodig was, hoewel Nakheel nooit publiekelijk op de zaak heeft gereageerd. The New York Times meldde in 2009 dat veel mensen huizen hadden gekocht voordat die gebouwd waren, en woedend waren dat ze nu dichter op hun buren te wonen zouden komen.
Tijdens de bouw was de Palm Jumeirah een schiereiland om al het bouwverkeer voldoende doorgang te kunnen bieden van en naar het vasteland. Nadat de grootste bouwactiviteiten klaar waren, werd een brug gebouwd en de landverbinding weggegraven, waardoor Palm Jumeirah een eiland werd.

## Indeling
De eilandengroep is gebouwd in de vorm van een palmboom met een stam en zestien takken. Het heeft een grootte van 5 bij 5 kilometer maar door zijn vorm heeft het een kustlijn van in totaal 72 km. Verder wordt het omringd door een cirkelvormige golfbreker die niet door land verbonden is met de stam van de palmboom. Wel is het mogelijk om zonder boot op de golfbreker te komen. Dit kan via een tunnel voor autoverkeer die begint aan het einde van de stam van de palmboom. Het bekende Atlantis The Palm-hotel bevindt zich op deze golfbreker.

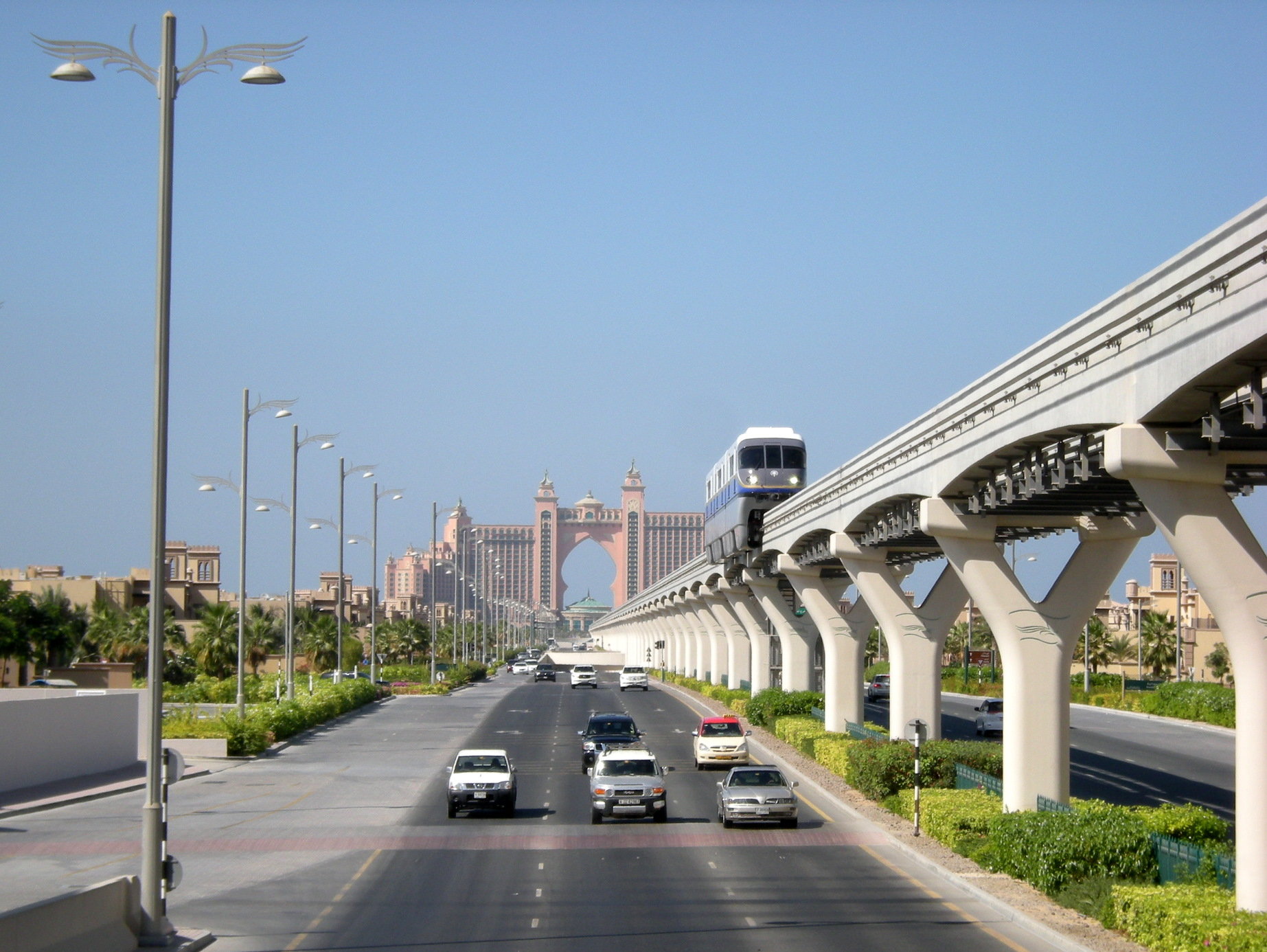
Hoofdweg over de stam van de palm

De bladeren van de Palm Jumeirah zijn zogenoemde 'gated communities'. De eerste woningen werden in 2006 opgeleverd. In totaal zijn er ruim 2000 appartementen en ongeveer 1500 villa's. Er waren plannen om een Trump Tower te bouwen op de Palm maar vanwege de financiële crisis werden deze plannen uitgesteld en uiteindelijk afgeblazen.
Er is een 5,4km lang  monorailsysteem: de Palm Jumeirah Monorail. Deze is aangelegd op de stam van de palmboom en loopt via bruggen naar het beginstation op het vasteland (met een grote parkeergarage voor bezoekers) en het eindstation op de golfbreker (Atlantis The Palm/Aquaventura). Het was de eerste monorail in het Midden-Oosten. Er waren plannen om de monorail aan te laten sluiten op de metro van Dubai maar vanwege geldgebrek werd deze uitbreiding nooit uitgevoerd. Wel kan er bij het beginstation van de monorail worden overgestapt op de tram van Dubai, die vervolgens bij Dubai Marina alsnog een overstap biedt op de metro. Een loopbrug vormt de verbinding tussen de tramhalte en het monorail-station.
Op 26 november 2008 heeft het cruiseschip Queen Elizabeth 2 aangelegd aan een speciale pier aan de palm. Het schip is daar, na een grondige verbouwing, in gebruik genomen als hotel en deels een museum. Op 31 augustus 2013 kreeg de bekende journalist David Frost een hartaanval aan boord van het schip. Hij overleed vervolgens in Palm Jumeirah. Tegenwoordig ligt het hotelschip in de haven Port Rashid.